# NGC 744
NGC 744 是北天英仙座的一個疏散星团。该疏散星团距地球的距离估计约为3,900光年，其年龄为1.8亿年。它包含大约20颗星。该天體于1831年11月28日由約翰·赫歇爾所发现。